# 团泊洼水库
团泊洼水库是中国天津市静海区境内的一座大型平原水库，位于独流减河上。
团泊洼原属波水洼和秋漠洼边缘，略呈菱形，大部分面积被南运河、马厂减河及独流减河围成封闭洼地。水库工程于1977年10月动工兴建，1978年春季完工并投入使用。1993年进行了扩容。目前水库最大坝高5.3米，坝顶高程8.5米。正常蓄水位6米，总库容1.8亿立方米。水库围堤总长33.22千米，坝体为亚黏土均质土坝，坝顶设计宽度为10米。
团泊洼水库适时引蓄西系来水及境内沥水，为静海的农业抗旱、排涝、水产养殖等发挥了重大作用。团泊洼水库还是引黄济津工程中的调蓄水库。
团泊洼水库是天津市重要的风景区之一，同时还是市级鸟类自然保护区，是亚洲东部候鸟南北迁徙的必经之地，每年春秋两季成千上万的候鸟在此路过停歇。